# 刘圣书
劉聖書（Liu Shengshu，2004年4月8日—），中国女子羽毛球运动员。

## 簡歷
2022年10月，刘圣书代表中国国家羽毛球队參加西班牙桑坦德舉行的世界青年羽毛球錦標賽，分別與王汀戈合作贏得女子雙打冠軍和與朱一珺合作贏得混合雙打冠軍。
2022年11月，刘圣书首次出戰成年組賽事馬來西亞羽毛球國際系列賽，與譚寧合作贏得女子雙打比賽冠軍。。
2023年1月，與張殊賢首次搭檔出戰印尼羽毛球大师赛，於16強以2比0（21-11、21-12）擊敗大會頭號種子、日本組合松山奈未/志田千陽，並於決賽以些微比數驚險戰勝另一組日本組合福島由紀/廣田彩花，以2比0（22-20、21-19）贏得首座超級500賽女雙冠軍。4月，搭檔谭宁出戰西班牙馬德里羽毛球大師賽，從資格賽一路晉級決賽，並在決賽中苦戰三局，以21:8、16:21、21:18擊敗隊友陈芳卉/杜玥組合，贏得冠軍。

## 主要比賽成績
只列出曾進入準決賽的國際賽事成績：
| 年份   | 賽事                     | 公開賽級別 | 項目     | 搭檔   | 成績   |
| ------ | ------------------------ | ---------- | -------- | ------ | ------ |
| 2022年 | 世界青年羽毛球錦標賽     | 其他       | 女子雙打 | 王汀戈 | 冠軍   |
| 2022年 | 世界青年羽毛球錦標賽     | 其他       | 混合雙打 | 朱一珺 | 冠軍   |
| 2022年 | 馬來西亞羽毛球國際系列賽 | 國際系列賽 | 女子雙打 | 譚寧   | 冠軍   |
| 2023年 | 印尼羽毛球大師賽         | 超級500賽  | 女子雙打 | 张殊贤 | 冠軍   |
| 2023年 | 亞洲羽球混合團體錦標賽   | 其他       | 混合團體 | －     | 冠軍   |
| 2023年 | 西班牙馬德里羽毛球大師賽 | 超級300賽  | 女子雙打 | 譚寧   | 冠軍   |
| 2023年 | 奧爾良羽球大師賽         | 超級300賽  | 女子雙打 | 譚寧   | 亞軍   |
| 2023年 | 蘇迪曼盃                 | 其他       | 混合團體 | －     | 冠軍   |
| 2023年 | 美國羽毛球公開賽         | 超級300賽  | 女子雙打 | 譚寧   | 冠軍   |
| 2023年 | 澳洲羽毛球公開賽         | 超級500賽  | 女子雙打 | 譚寧   | 亞軍   |
| 2023年 | 北極羽毛球公開賽         | 超級500賽  | 女子雙打 | 譚寧   | 冠軍   |
| 2023年 | 法國羽毛球公開賽         | 超級750賽  | 女子雙打 | 譚寧   | 冠軍   |
| 2023年 | 海洛羽毛球公開賽         | 超級300賽  | 女子雙打 | 譚寧   | 準決賽 |
| 2023年 | 日本熊本羽毛球大師賽     | 超級500賽  | 女子雙打 | 譚寧   | 亞軍   |
| 2023年 | 世界羽聯世界巡迴賽總決賽 | 總決賽     | 女子雙打 | 譚寧   | 準決賽 |
| 2024年 | 馬來西亞羽毛球公開賽     | 超級1000賽 | 女子雙打 | 譚寧   | 冠軍   |
| 2024年 | 印尼羽毛球大師賽         | 超級500賽  | 女子雙打 | 譚寧   | 冠軍   |
| 2024年 | 法國羽毛球公開賽         | 超級750賽  | 女子雙打 | 譚寧   | 準決賽 |
| 2024年 | 亞洲羽毛球錦標賽         | 其他       | 女子雙打 | 譚寧   | 季軍   |
| 2024年 | 優霸盃                   | 其他       | 女子團體 | －     | 冠軍   |
| 2024年 | 新加坡羽毛球公開賽       | 超級750賽  | 女子雙打 | 譚寧   | 準決賽 |
| 2024年 | 印尼羽毛球公開賽         | 超級1000賽 | 女子雙打 | 譚寧   | 準決賽 |
| 2024年 | 奧林匹克運動會羽毛球比賽 | 其他       | 女子雙打 | 譚寧   | 銀牌   |
| 2024年 | 日本羽毛球公開賽         | 超級750賽  | 女子雙打 | 譚寧   | 冠軍   |
| 2024年 | 香港羽毛球公開賽         | 超級500賽  | 女子雙打 | 譚寧   | 亞軍   |
| 2024年 | 北極羽毛球公開賽         | 超級500賽  | 女子雙打 | 譚寧   | 冠軍   |
| 2024年 | 丹麥羽毛球公開賽         | 超級750賽  | 女子雙打 | 譚寧   | 亞軍   |
| 2024年 | 日本熊本羽毛球大師賽     | 超級500賽  | 女子雙打 | 譚寧   | 冠軍   |
| 2024年 | 中國羽毛球大師賽         | 超級750賽  | 女子雙打 | 譚寧   | 冠軍   |
| 2024年 | 世界羽聯世界巡迴賽總決賽 | 總決賽     | 女子雙打 | 譚寧   | 準決賽 |
| 2025年 | 馬來西亞羽毛球公開賽     | 超級1000賽 | 女子雙打 | 譚寧   | 準決賽 |
| 2025年 | 全英羽毛球公開賽         | 超級1000賽 | 女子雙打 | 譚寧   | 準決賽 |
| 2025年 | 瑞士羽毛球公開賽         | 超級300賽  | 女子雙打 | 譚寧   | 亞軍   |
| 2025年 | 亞洲羽毛球錦標賽         | 其他       | 女子雙打 | 譚寧   | 冠軍   |
| 2025年 | 蘇迪曼盃                 | 其他       | 混合團體 | －     | 冠軍   |
| 2025年 | 馬來西亞羽毛球大師賽     | 超級500賽  | 女子雙打 | 譚寧   | 冠軍   |
| 2025年 | 新加坡羽毛球公開賽       | 超級750賽  | 女子雙打 | 譚寧   | 準決賽 |
| 2025年 | 印尼羽毛球公開賽         | 超級1000賽 | 女子雙打 | 譚寧   | 冠軍   |
| 2025年 | 日本羽毛球公開賽         | 超級750賽  | 女子雙打 | 譚寧   | 冠軍   |
| 2025年 | 中國羽毛球公開賽         | 超級1000賽 | 女子雙打 | 譚寧   | 冠軍   |

| 2018-2026年 | 總決賽 | 超級1000賽 | 超級750賽 | 超級500賽 | 超級300賽 | 超級100賽 | 國際挑戰賽 | 國際系列賽 | 未來系列賽 | 其他 |

### 世界冠軍頭銜
刘圣书在羽毛球生涯中共奪得3項羽毛球世界冠軍頭銜。
| 賽事     | 奪冠次數 | 年份                      |
| -------- | -------- | ------------------------- |
| 蘇迪曼盃 | 2        | 2023年 2025年（混合團體） |
| 優霸盃   | 1        | 2024年（女子團體）        |
| 總計     | 3        |                           |

### 奧運會和世錦賽參賽紀錄
|          | 搭檔 | 2024 |
| -------- | ---- | ---- |
| 女子雙打 | 譚寧 | 銀牌 |

## 其他獎項
| 年份   | 頒獎典禮               | 獎項                 | 搭檔 | 結果 | 備註  |
| ------ | ---------------------- | -------------------- | ---- | ---- | ----- |
| 2024年 | BWF 2024年度最佳運動員 | 年度最佳女子雙打組合 | 譚寧 | 獲獎 | [ 5 ] |